# 2017年岡山市長選挙
2017年岡山市長選挙（2017ねんおかやましちょうせんきょ）は2017年10月1日に投開票が行われた岡山市長を選出するための選挙。

## 概要
現職の大森雅夫の任期満了に伴い執行。

## 選挙日程
- 告示日 - 2017年9月17日
- 投開票日 - 2017年10月1日

## 立候補者
（届け出順）
| 氏名                           | 年齢 | 党派   | 現元新 | 職業・肩書                                        |
| ------------------------------ | ---- | ------ | ------ | ------------------------------------------------- |
| 大森雅夫 （おおもり まさお）   | 63   | 無所属 | 現     | 岡山市長（現職） 元国土交通省国土政策局長         |
| 矢引亮介 （やびき りょうすけ） | 47   | 無所属 | 新     | 日本共産党岡山地区委員長 元京都府大山崎町議会議員 |

## タイムライン
2017年
- 6月8日 - 現職の大森が市議会定例会で再選を目指し立候補を表明[3]。
- 8月24日 - 日本共産党岡山地区委員会などで構成する市民団体「市民本位の市政をつくる会」が矢引の擁立を発表[4]。
- 9月17日 - 告示。
- 10月1日 - 投開票。

## 選挙結果
投開票の結果、主要各政党から推薦を受けた現職の大森が再選を果たした。投票率は前回を下回り過去最低となった。
※当日有権者数：575,925人 最終投票率：28.35%（前回比：-4.99pts）
| 候補者名 | 年齢 | 所属党派 | 新旧別 | 得票数    | 得票率 | 推薦・支持                                               |
| -------- | ---- | -------- | ------ | --------- | ------ | -------------------------------------------------------- |
| 大森雅夫 | 63   | 無所属   | 現     | 128,821票 | 80.28% | 自由民主党・公明党・民進党・日本維新の会岡山県総支部推薦 |
| 矢引亮介 | 47   | 無所属   | 新     | 31,644票  | 19.72% | 日本共産党推薦                                           |

| 区   | 大森雅夫 | 大森雅夫 | 矢引亮介 | 矢引亮介 |
| 区   | 得票     | %        | 得票     | %        |
| ---- | -------- | -------- | -------- | -------- |
| 合計 | 128,821  | 80.28%   | 31,644   | 19.72%   |
| 北区 | 52,891   | 80.74%   | 12,619   | 19.26%   |
| 中区 | 27,682   | 77.59%   | 7,996    | 22.41%   |
| 東区 | 19,095   | 80.41%   | 4,653    | 19.59%   |
| 南区 | 29,153   | 82.05%   | 6,376    | 17.95%   |

## 備考・出典
1. ↑  自由民主党・公明党・民進党・日本維新の会岡山県総支部推薦
2. ↑  日本共産党推薦
3. ↑  “岡山市長、再選出馬を表明”. 日本経済新聞. (2017年6月9日) 2022年9月23日閲覧。
4. ↑  “（短信）岡山市長選に矢引氏擁立 共産系市民団体”. 日本経済新聞. (2017年8月25日) 2022年9月23日閲覧。
5. ↑  291001.pdf